# John Kerry

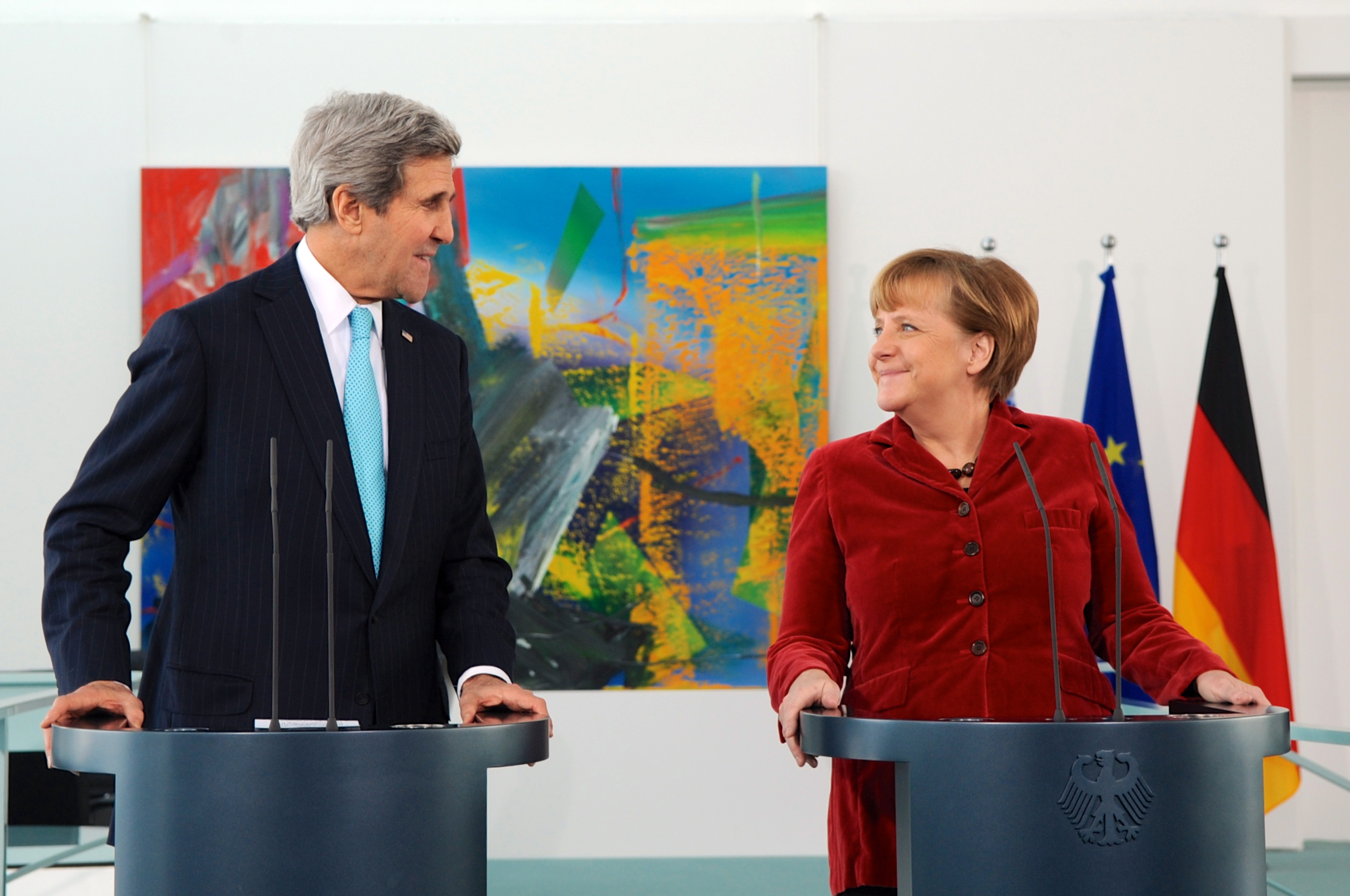
John Kerry i Angela Merkel (2014)

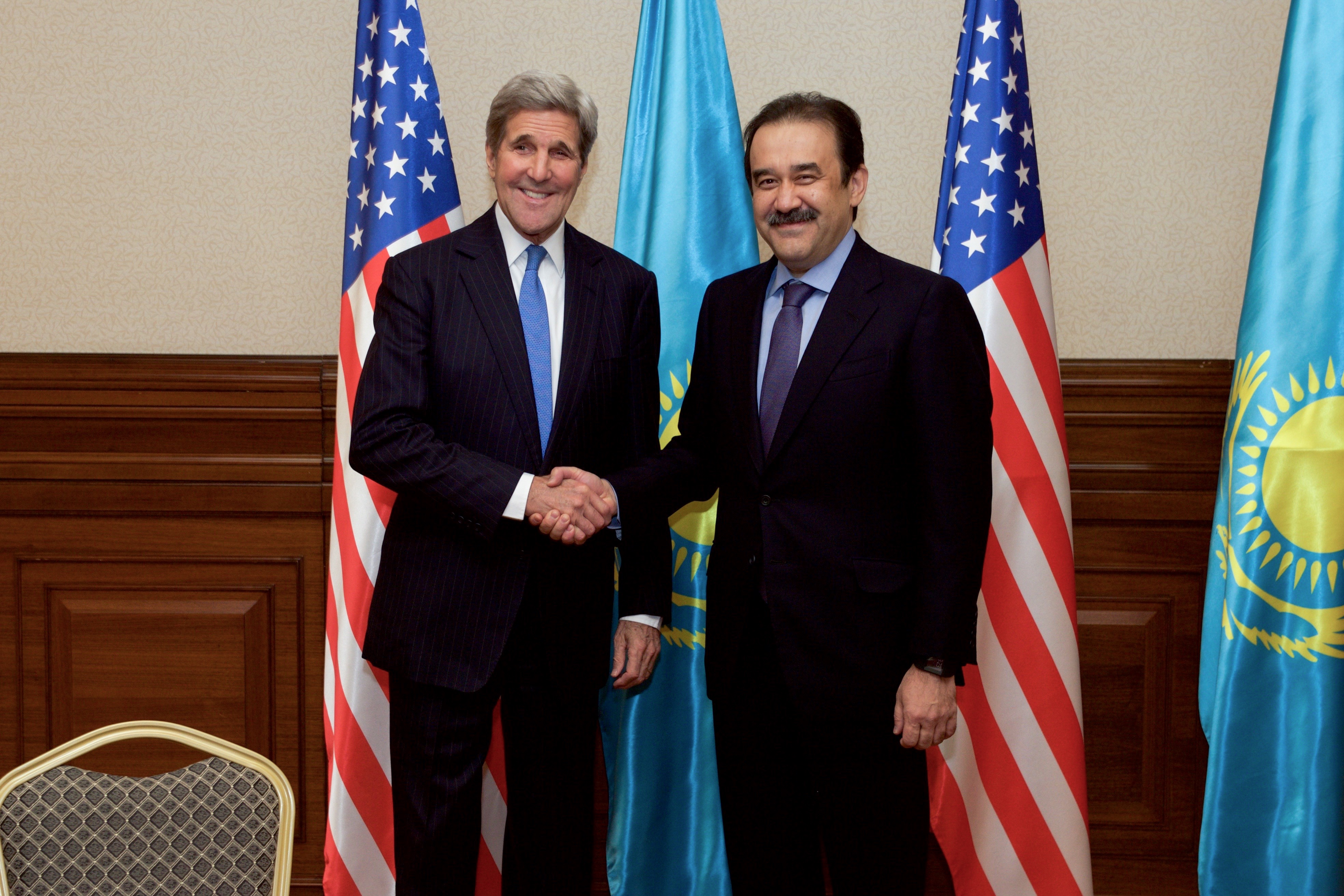
John Kerry i Karim Masimow (2015)

John Forbes Kerry (ur. 11 grudnia 1943 w Aurorze) – amerykański polityk, senator, demokrata ze stanu Massachusetts. Przed uzyskaniem miejsca w Senacie w roku 1985 był m.in. jednym z liderów ruchu antywojennego, protestującego przeciwko interwencji USA w Wietnamie (sam był weteranem odznaczonym za męstwo) oraz przez dwa lata wicegubernatorem stanu Massachusetts. W latach 2013–2017 68. sekretarz stanu w administracji Baracka Obamy. Od 2021 do 2024 1. pełnomocnik prezydenta USA Joego Bidena do spraw klimatu. Kandydat Partii Demokratycznej w wyborach prezydenckich w 2004 roku.
Reprezentuje (według standardów amerykańskich) lewicowe poglądy: popiera zwiększenie płacy minimalnej, sprzeciwia się karze śmierci i cięciom budżetowym, jest zwolennikiem wolnej aborcji oraz utrzymania preferencji dla mniejszości rasowych (tzw. affirmative action).

## Życiorys

### Młodość
Urodził się w szpitalu wojskowym Fitzsimons w Aurorze. Był drugim najstarszym z czworga dzieci Richarda Johna Kerry’ego, funkcjonariusza służby zagranicznej oraz prawnika, i Rosemary Isabel Forbes, pielęgniarki oraz działaczki społecznej. Jego ojciec był katolikiem (dziadkowie Johna byli austro-węgierskimi imigrantami żydowskimi, którzy nawrócili się na katolicyzm; pochodzili z rodziny Fränklów wywodzącej się z okolic Prudnika), a jego matka była z Kościoła episkopalnego. Wychował się ze starszą siostrą, Margaret (ur. 1941), młodszą siostrą Dianą (ur. 1947) i młodszym bratem Cameronem (ur. 1950). Dzieci zostały wychowane w wierze ojca. John Kerry służył jako ministrant.
Był uczniem szkoły z internatem St. Paul’s School w Concord, New Hampshire. Po jej ukończeniu w 1962 rozpoczął studia na Uniwersytecie Yale, uczelni niepublicznej. Ukończył studia z zakresu politologii w 1966. Poza studiami uczestniczył w dodatkowych zajęciach sportowych, grając między innymi w piłkę nożną i hokeja.
Podobnie jak George W. Bush, należał w czasie studiów na Uniwersytecie Yale do stowarzyszenia Czaszka i Kości.
Po studiach zgłosił się jako ochotnik do Rezerwy Marynarki Stanów Zjednoczonych (obecnie United States Navy Reserve, w latach 1915–2005 United States Naval Reserve). Uczestniczył w wojnie wietnamskiej, służąc na łodzi patrolowej. Za udział w wojnie wietnamskiej Kerry został odznaczony Srebrną Gwiazdą Stanów Zjednoczonych, która przyznawana jest za odwagę w obliczu nieprzyjaciela. Odznaczony został również Medalem Brązowej Gwiazdy oraz trzykrotnie Medalem Purpurowego Serca. Po powrocie z wojny, w 1969, Kerry wspierał innych weteranów wojny wietnamskiej. W 1969 był współzałożycielem fundacji Vietnam Veterans of America, której zadaniem było wspieranie żołnierzy wracających z Wietnamu. Kerry był również rzecznikiem tejże organizacji. W 1971 przemawiał do członków senackiej Komisji Spraw Zagranicznych, głównie poruszając temat wojny.

### Kariera w Senacie
W latach 1987–1989 był przewodniczącym komitetu kampanii senatorskich partii.
W 1986 zasłynął jako prowadzący przesłuchania w Senacie w sprawie związków Departamentu Stanu z handlarzami narkotyków w Ameryce Południowej i płacenia im za pomoc udzielaną nikaraguańskim Contras w wojnie domowej. Zakończone jego sukcesem dochodzenie uważa się za przedsmak śledztwa w aferze Iran-Contras, gdzie również odegrał istotną rolę.
W latach 2001–2003 oraz 2007–2009 był przewodniczącym komisji ds. drobnego biznesu. Zasiadał też w komisji spraw zagranicznych, gdzie przewodniczył podkomisji ds. Azji.

#### Udział w wyborach prezydenckich
W 2000 był często wymieniany jako potencjalny kandydat na wiceprezydenta u boku Ala Gore’a, który sam potem przyznał, iż Kerry był w czołówce osób typowanych na to stanowisko.
2 listopada 2004 kandydował w wyborach prezydenckich, został jednak pokonany przez George’a W. Busha, który wybrany został na drugą kadencję przez Kolegium Elektorów stosunkiem głosów 284-253 (jeden głos w Kolegium otrzymał John Edwards, jego kandydat na wiceprezydenta). W trakcie przedwyborczej kampanii cierpiał na raka prostaty.
Początkowo twierdził, iż rozważa ponowne kandydowanie na prezydenta w 2008, zrezygnował z tych planów na rzecz ubiegania się o kolejny wybór do Senatu w tym samym roku.

#### Kerry a wojna w Iraku
Kerry głosował w Senacie za uchwałą dającą prezydentowi prawo do użycia siły przeciwko reżimowi Saddama Husajna w razie braku współpracy z inspektorami rozbrojeniowymi. W 2002, powołując się najprawdopodobniej na materiały CIA udostępnione senatorom, informował, że Irak jest w stanie wyprodukować broń biologiczną i użyć jej przeciwko Stanom Zjednoczonym. Po wkroczeniu do Iraku wojsk koalicyjnych zmienił stanowisko i stwierdził, że działania administracji George’a Busha były nieuzasadnione, bowiem nie wyczerpały wszystkich metod pokojowych przed użyciem metod siłowych. Kerry krytykował administrację byłego prezydenta za to, iż nie była w stanie zdobyć wystarczającego poparcia świata dla inwazji i okupacji, czego konsekwencją jest to, że Stany Zjednoczone ponoszą 90% kosztów i 90% strat. Kerry deklaruje jednak, iż jest przeciwnikiem wycofania wojsk przed uregulowaniem sytuacji politycznej w Iraku.
Kerry kładł w swojej prezydenckiej kampanii wyborczej duży nacisk na zaangażowanie Stanów Zjednoczonych w ramach instytucji międzynarodowych. Popiera udział wojsk USA w operacjach pokojowych ONZ.

### Sekretarz stanu
21 grudnia 2012 został nominowany przez prezydenta Baracka Obamę na stanowisko sekretarza stanu w miejsce Hillary Clinton, która ustąpiła z powodu choroby.
29 stycznia 2013 Senat zatwierdził jego nominację na sekretarza stanu i 1 lutego objął ten urząd. Sprawował go do 20 stycznia 2017, czyli końca urzędowania Baracka Obamy. Jego następcą został Rex Tillerson w administracji Donalda Trumpa.

### Poza rządem
Kerry wycofał się z pracy dyplomatycznej po zakończeniu administracji Obamy 20 stycznia 2017. Nie wziął udziału w inauguracji Donalda Trumpa, a następnego dnia wziął udział w Marszu Kobiet w Waszyngtonie. Sprzeciwiał się polityce Donalda Trumpa i podpisał się pod briefem przeciwko dekretowi 13769 zakazującemu wjazdu do Stanów Zjednoczonych osobom z siedmiu krajów muzułmańskich.
5 grudnia 2019 poparł kandydaturę Joego Bidena do nominacji Demokratów na prezydenta, mówiąc „Już pierwszego dnia będzie gotowy, by poskładać kraj i świat, które rozbił Donald Trump”

### Pełnomocnik ds. klimatu
23 listopada 2020 prezydent Joe Biden ogłosił, że Kerry zajmie pełnoetatowe stanowisko w administracji, pełniąc funkcję pełnomocnika ds. klimatu, w tej roli będzie szefem w Radzie Bezpieczeństwa Narodowego. Objął urząd 20 stycznia 2021 roku, po inauguracji Joego Bidena. Zakończył pełnienie funkcji 6 marca 2024.

## Odznaczenia
- Prezydencki Medal Wolności (2024)[13]